# Малая Сума
Малая Сума — река в Новосибирской области России. Впадает в Суму справа на расстоянии 48 км от устья. Протяжённость реки — 56 км, водосборная площадь — 1600 км² Протекает через озеро Каяк..

## Притоки
- 56 км: Прокоп Оёш (пр)
- 56 км: Осиновка (лв)

## Данные водного реестра
По данным государственного водного реестра России река относится к Верхнеобскому бассейновому округу, речной бассейн реки — Бессточная область междуречья Оби и Иртыша, речной подбассейн реки — отсутствует. Водохозяйственный участок — Бассейн озера Чаны и водные объекты до границы с бассейном Иртыша,
Код водного объекта — 13020000512115200052934.